# 比奧格勒湖

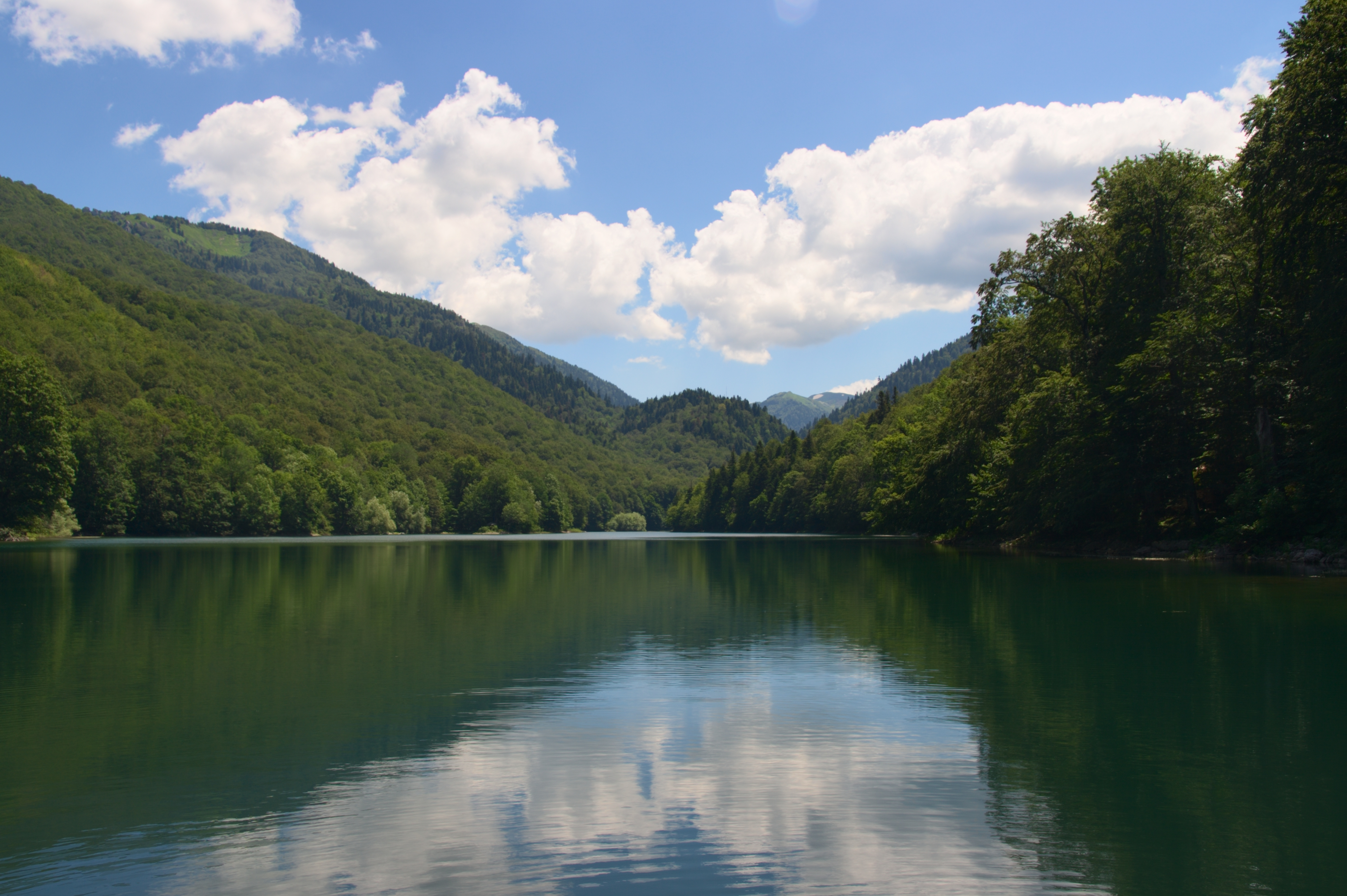
比奧格勒湖

42°53′52″N 19°36′2″E / 42.89778°N 19.60056°E
比奧格勒湖是黑山的湖泊，位於該國北部，由科拉欣負責管轄，長0.87公里、寬0.26公里，面積0.2平方公里，海拔高度1,094米，平均水深4.5米，最大水深12.1米。

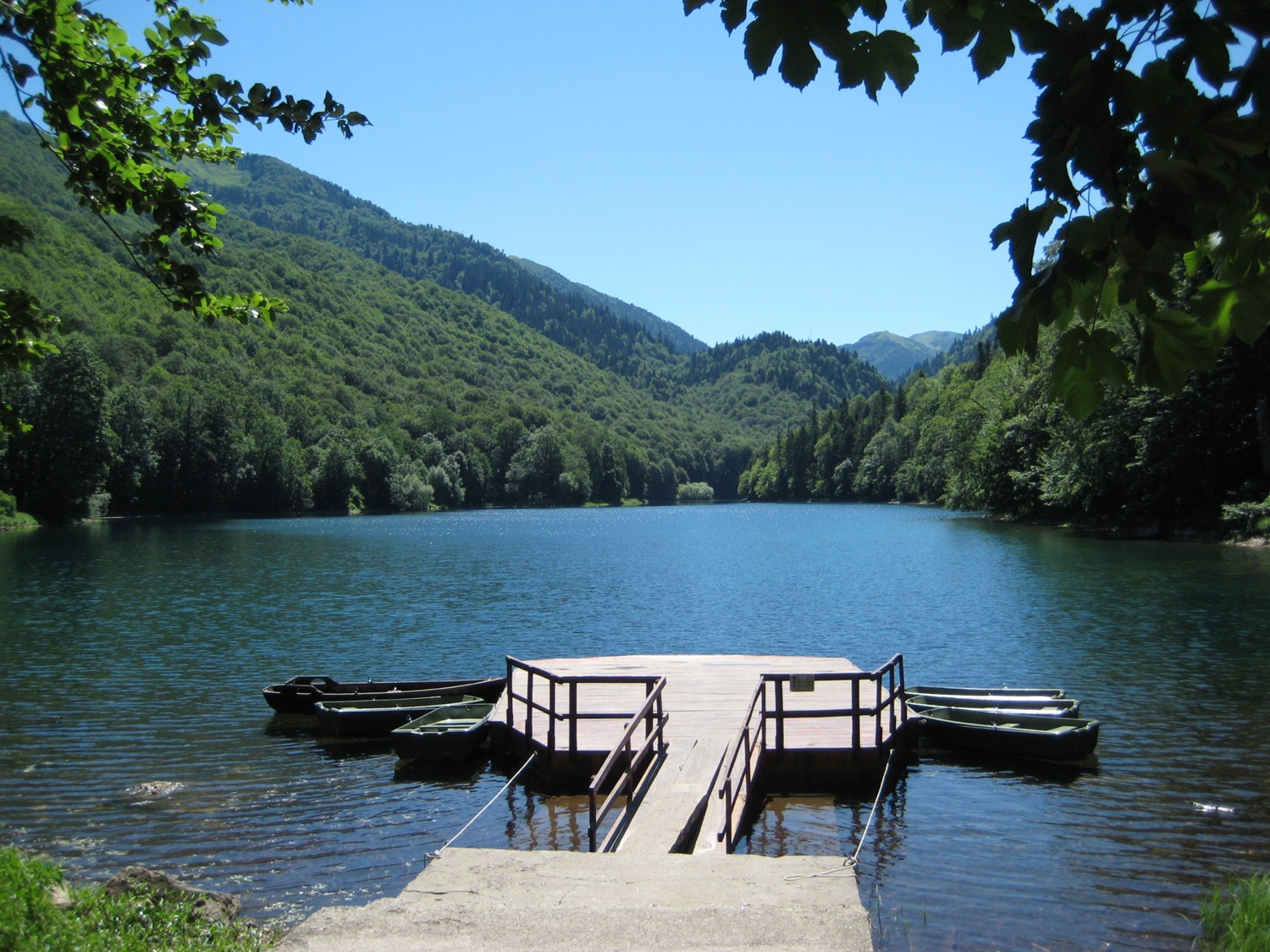
湖邊碼頭